# Thông tin sai lệch về COVID-19
Sau khi bệnh COVID-19 do chủng mới của virus corona (SARS-CoV-2) gây ra bắt đầu bùng phát, các thuyết âm mưu và thông tin sai lệch về nguồn gốc và quy mô của dịch bệnh đã lan tỏa trên mạng. Nhiều bài đăng trên các trang mạng xã hội cho rằng virus này là một vũ khí sinh học có vaccine đã được cấp bằng sáng chế, âm mưu kiểm soát quần thể, hoặc là kết quả của một hoạt động gián điệp. Facebook, Twitter và Google nói rằng họ đang cố gắng xử lý các thông tin sai lệch. Trong một bài đăng, Facebook khẳng định rằng họ sẽ gỡ bỏ mọi nội dung bị các tổ chức y tế toàn cầu hàng đầu và chính quyền địa phương gắn cờ vi phạm chính sách nội dung của họ về thông tin sai lệch dẫn đến "thiệt hại vật chất".
Ngày 2 tháng 2 năm 2020, Tổ chức Y tế Thế giới (WHO) tuyên bố một cuộc "bùng phát thông tin quy mô lớn" (tiếng Anh: "massive infodemic"), dẫn chứng một lượng quá lớn thông tin được báo cáo, chính xác lẫn sai lệch, về virus "khiến người ta khó tìm được những nguồn uy tín và hướng dẫn đáng tin cậy khi họ cần". WHO khẳng định rằng nhu cầu cho thông tin kịp thời và đáng tin cậy đã thúc đẩy họ thành lập đường dây nóng 24/7 vạch trần những tin đồn sai sự thật, nơi các tổ truyền thông và mạng xã hội đã và đang theo dõi và phản hồi những thông tin sai lệch thông qua trang web và các tài khoản mạng xã hội chính thức của họ.

## Ăn dơi
Một số kênh truyền thông bao gồm Daily Mail và RT đã lan tỏa thông tin sai lệch bằng cách quảng cáo video một người phụ nữ Trung Quốc đang cắn một con dơi. đồng thời nói rằng video được quay ở Vũ Hán và nguyên nhân của dịch bệnh là do người dân địa phương ăn dơi. Thực tế video là một thước phim không liên quan của vlogger du lịch người Trung Quốc Wang Mengyun ăn dơi tại quốc đảo Palau năm 2016, một phần trong chương trình du lịch online. Mengyun nói trong một bài đăng Weibo rằng cô đã nhận những lời đe dọa tính mạng, và rằng cô chỉ muốn giới thiệu ẩm thực địa phương Palau.

## Nhân tạo

### Vũ khí sinh học
Tháng 1 năm 2020, BBC xuất bản một bài báo về thông tin sai lệch liên quan đến virus corona. Họ trích dẫn hai bài báo ngày 24 tháng 1 của tờ The Washington Times nói rằng chủng mới của virus là một phần trong chương trình vũ khí sinh học của Trung Quốc, có trụ sở tại Viện Virus học Vũ Hán (WIV). Tờ The Washington Post sau đó đã xuất bản một bài báo phản bác thuyết âm mưu này, trích dẫn các chuyên gia Hoa Kỳ giải thích vì sao Viện Virus học không phải là nơi thích hợp để nghiên cứu vũ khí sinh học, rằng hầu hết mọi quốc gia đã từ bỏ nó vì không có kết quả, và rằng không có bằng chứng cho việc virus được tạo ra bằng công nghệ di truyền.
Tháng 2 năm 2020, Thượng nghị sĩ Hoa Kỳ Tom Cotton (Đảng Cộng hòa, bang Arkansas) đề xuất rằng virus có thể là một vũ khí sinh học của Trung Quốc nhưng những khẳng định của ông đã bị bác bỏ bởi nhiều chuyên gia y tế. Tờ The Financial Times trích lời chuyên gia virus và điều tra viên virus corona Trevor Bedford rằng "Không có bất kỳ bằng chứng nào về kỹ thuật di truyền mà chúng tôi tìm thấy" và "Bằng chứng chúng tôi có là những đột biến [trong virus] là hoàn toàn khớp với tiến trình tiến hóa tự nhiên". Bedford giải thích thêm: "Dựa trên phân tích di truyền, kịch bản khả dĩ nhất là virus do một con dơi hoặc động vật có vú khác lan truyền khoảng 20–70 năm trước. Động vật trung gian chưa xác định này đã lây sang vật chủ người đầu tiên tại thành phố Vũ Hán vào cuối tháng 11 hay đầu tháng 12 năm 2019."

### Hoạt động gián điệp
Một số thuyết âm mưu, người chống vaccine và trang web tung tin giả đã cáo buộc rằng virus corona bị các nhà khoa học Trung Quốc trộm từ một phòng thí nghiệm nghiên cứu virus ở Canada, trích dẫn một bài báo của Canadian Broadcasting Corporation (CBC) vào tháng 7 năm 2019. CBC khẳng định rằng báo cáo ban đầu của họ bị xuyên tạc bởi thông tin sai sự thật và thuyết âm mưu không có "cơ sở thực tế".

### Âm mưu kiểm soát quần thể
Những người tin vào thuyết âm mưu cực hữu QAnon và cộng đồng chống vaccine đã tuyên bố sai lệch rằng đợt bùng phát là một âm mưu kiểm soát dân số của Viện Pirbright ở Anh và cựu CEO của Microsoft Bill Gates.

### Sam Hyde
Ngày 24 tháng 1, một bài đăng giả trên Facebook nói rằng diễn viên hài Sam Hyde là người đứng sau đợt bùng phát chủng virus mới này. Bài viết gọi Hyde là một "kẻ khủng bố vũ khí hóa học", đồng thời khẳng định dịch bệnh đã ảnh hưởng khoảng 18 triệu người. Hyde là nạn nhân của nhiều thuyết âm mưu và tin giả trong quá khứ, thường là liên quan đến các vụ xả súng hàng loạt.

## Viện Virus học Vũ Hán

### Rò rỉ bất ngờ
Trong tháng 1 và tháng 2 năm 2020, Viện công khai bác bỏ những lo ngại về việc là nguồn gốc của đợt bùng phát do rò rỉ tình cờ. Tháng 2 năm 2020, tờ South China Morning Post (SCMP) nói rằng một trong các nghiên cứu viên dẫn đầu của viện, bà Thạch Chính Lệ, là tâm điểm của các cuộc công kích cá nhân trong mạng xã hội Trung Quốc. Nhiều người cáo buộc công trình của bà về những virus từ dơi là nguồn gốc của virus mới này, khiến bà Thạch đã đăng tải: "Tôi thề với mạng sống của mình, [con virus] hoàn toàn không liên quan đến phòng thí nghiệm", và khi được hỏi bởi phóng viên SCMP bình luận về những công kích, bà trả lời: "Tôi phải dành thời gian vào những việc quan trọng hơn." Tờ Tài Tân (Caixin) nói rằng bà Thạch đã có thêm những phát biểu công khai chống lại những "thuyết âm mưu điên rồ về nguồn gốc của chủng virus mới", dẫn lời bà: "Chủng virus corona mới 2019 là sự trừng phạt của thiên nhiên vì thói quen ăn uống và phong tục mọi rợ của con người. Tôi, Thạch Chính Lệ, thề trên mạng sống của mình rằng nó không dính líu gì tới phòng thí nghiệm của chúng tôi."
Ngày 19 tháng 2, tạp chí The Lancet xuất bản một thông báo của 27 nhà khoa học từ Mỹ, Anh, Đức, Ý, Hà Lan, Malaysia, Hồng Kông, Úc, bác bỏ những tin đồn rằng chủng virus corona mới được tạo ra trong phòng thí nghiệm tại Vũ Hán. Tuyên bố viết: "Chúng tôi kịch liệt lên án những thuyết âm mưu cho rằng COVID-19 không có nguồn gốc tự nhiên.... Thuyết âm mưu sẽ chỉ gây hoang mang, tin đồn và định kiến, đe dọa nỗ lực toàn cầu trong cuộc chiến chống lại con virus này".

### Doxing nhân viên
Ngày 29 tháng 1, trang tin tức tài chính Zero Hedge cho rằng một nhà khoa học tại Viện Virus học Vũ Hán đã tạo ra chủng COVID-19 gây ra đợt bùng phát này mà không có bằng chứng nào. ZeroHedge liệt kê toàn bộ thông tin liên lạc của nhà khoa học nói trên, bao gồm tên, ảnh và số điện thoại, một hình thức tấn công gọi là doxing, đồng thời đề xuất với người đọc rằng họ "đến thăm nhà khoa học Trung Quốc" nếu học muốn biết "điều gì thực sự gây ra đại dịch virus corona". Twitter sau đó đã đình chỉ vĩnh viễn tài khoản của blog này do vi phạm chính sách của họ. ZeroHedge từ đó khẳng định bài báo không nói rằng con virus là nhân tạo và chỉ đăng tải những thông tin công khai của nhà khoa học.

### GameResident Evil
Tháng 1 năm 2020, Buzzfeed News báo cáo về một thuyết âm mưu/meme internet về mối liên hệ giữa logo của Viện Virus học Vũ Hán và "Tập đoàn Umbrella", cơ quan làm nên con virus bắt đầu cuộc tận thế zombie trong loạt game Resident Evil. Thuyết âm mưu cũng chỉ ra rằng "Racoon" (thành phố trọng tâm trong Resident Evil) có thể được sắp xếp lại để cho ra "Corona" (tên của virus). Độ nổi tiếng của thuyết âm mưu này thu hút sự chú ý của Snopes, một trang web xác thực thông tin. Snopes đã phủ định thuyết này bằng việc chỉ ra logo không phải từ Viện, mà là của Công ty trách nhiệm hữu hạn Công nghệ Sinh học Thụy Lam Thượng Hải, nằm tại Thượng Hải, cách Vũ Hán khoảng 800 km.

## Quy mô của đợt bùng phát
Ngày 24 tháng 1, một video lan truyền trên mạng cho thấy một y tá tại tỉnh Hồ Bắc mô tả thực trạng tại Vũ Hán tồi tệ hơn nhiều so với những gì quan chức Trung Quốc báo cáo, khẳng định rằng hơn 90.000 người đã bị nhiễm virus tính riêng tại Trung Quốc. Đoạn video thu hút hàng triệu lượt xem trên nhiều nền tảng mạng xã hội và được nhắc đến trong nhiều báo trên mạng. Tuy nhiên, BBC nói rằng trái với phụ đề tiếng Anh trong một phiên bản của video, người phụ nữ không nói rằng mình là một y tá hay bác sĩ và bộ đồ cũng như khẩu trang của cô không khớp với đồng phục của nhân viên y tế ở Hồ Bắc. Khẳng định của video rằng có 90.000 ca nhiễm được cho là "vô căn cứ".
Các lãnh đạo Tin Lành Frank Amedia (cựu cố vấn chiến dịch tranh cử) và Stephen Strang (CEO của Charisma) đã truyền bá suy nghĩ rằng số ca tử vong thật sự lên đến hàng chục ngàn thay vì con số chính thức. Thông tin này được cho là xuất phát từ tín đồ Cơ Đốc giáo Trung Quốc, những người đã khẳng định "hàng đàn" người đang được chữa trị bằng biện pháp siêu nhiên trong các nhà thờ tại gia. Amedia cũng lặp lại khẳng định nói trên về việc con virus được tạo ra làm vũ khí sinh học.

## Bản đồ Dự án Dân số Thế giới
Đầu tháng 2, một bản đồ với tuổi đời mười năm thể hiện một đợt bùng phát virus giả tưởng, xuất bản bởi Dự án Dân số Thế giới (thuộc trường Đại học Southampton), bị một số trang tin tức Úc (bao gồm The Sun, Daily Mail và Metro) khẳng định là bản đồ thể hiện đợt bùng phát virus corona 2020. Thông tin sai lệch này sau đó lan truyền qua tài khoản mạng xã hội của chính những trang đó, và trong khi một số tờ báo đã loại bỏ nó, BBC báo cáo rằng một số trang tin tức vẫn chưa thu hồi bản đồ này.

## Vắc-xin và điều trị

### Vắc-xin
Có những thuyết âm mưu cho rằng loại virus này đã được biết và đã có vắc-xin. Politifact và Factcheck.org đều khẳng định rằng hiện không có vắc-xin nào cho COVID-19. Bằng sáng chế được trích dẫn trong nhiều bài đăng mạng xã hội chỉ là những bằng sáng chế đã có cho trình tự chuỗi DNA và vắc-xin cho những chủng khác của virus corona như SARS-CoV. WHO báo cáo vào ngày 5 tháng 2 năm 2020 rằng không có biện pháp chữa trị nào hữu hiệu được biết; bao gồm kháng sinh và thảo dược.

### Y học cổ truyền
Trong một thông báo được đưa ra ngày 27 tháng 1, Ủy ban Y tế quốc gia Trung Quốc (NHC) khuyến khích các cơ sở y tế sử dụng y học cổ truyền Trung Quốc để điều trị dịch bệnh. Ngày 31 tháng 1, hãng thông tấn Tân Hoa xã báo cáo rằng Viện Dược vật học Thượng Hải và Viện Virus học Vũ Hán phát hiện rằng thuốc Song Hoàng Liên (Shuanghuanglian), có khả năng "ức chế" chủng virus corona mới, và sẽ được thử nghiệm lâm sàng tại Trung tâm Lâm sàng Y tế Công cộng Thượng Hải và Bệnh viện Đồng Tế tại thành phố Vũ Hán. Sau khi những khẳng định tương tự lan truyền trên các trang mạng xã hội như Weibo, WeChat và Facebook, khiến nhiều người đổ xô đi mua Song Hoàng Liên, dẫn đến tình trạng cháy hàng tại hầu hết các tiệm thuốc và trang thương mại điện tử.
Sau đó, nhiều người, bao gồm các chuyên gia y tế đã bày tỏ sự hoài nghi về tác dụng của loại thuốc này. Ngày 1 tháng 2, tờ Nhân Dân Nhật báo cảnh báo rằng "ức chế không có nghĩa là phòng chống và chữa trị", đồng thời khuyến cáo người dân không ồ ạt mua và uống Song Hoàng Liên mà không có chỉ định của bác sĩ. Trong một buổi họp báo ngày 4 tháng 2, chuyên gia của Ủy ban Y tế quốc gia Trung Quốc Trương Bá Lễ nói rằng cho đến khi có bằng chứng lâm sàng, vẫn chưa thể chắc chắn Song Hoàng Liên có thể phòng ngừa hay chữa bệnh. Ông cũng khuyến nghị người không nhiễm bệnh không dùng Song Hoàng Liên, do có thể gây ra tác dụng phụ như ngứa, phát ban hay tiêu chảy.

### Biện pháp khác
Một số người ủng hộ QAnon và người chống vắc-xin đã đề xuất súc miệng bằng "Dung dịch Chất khoáng Thần kỳ" (MMS) là một cách để phòng ngừa hoặc chữa trị căn bệnh này. MMS thực chất là một chất tẩy rửa công nghiệp.

### Đề kháng châu Phi
Từ ngày 11 tháng 2, nhiều bài đăng lan truyền qua Facebook cho rằng một sinh viên người Cameroon tại Trung Quốc đã hoàn toàn chữa khỏi virus do gen gốc Phi của anh. Tuy đúng là một sinh viên đã được chữa khỏi, các nguồn thông tin khác cũng nói rằng không có bằng chứng nào cho thấy người châu Phi có sức đề kháng chống lại virus cao hơn và nói những phát biển như thế là thông tin sai sự thật.